# Christopher Dorner

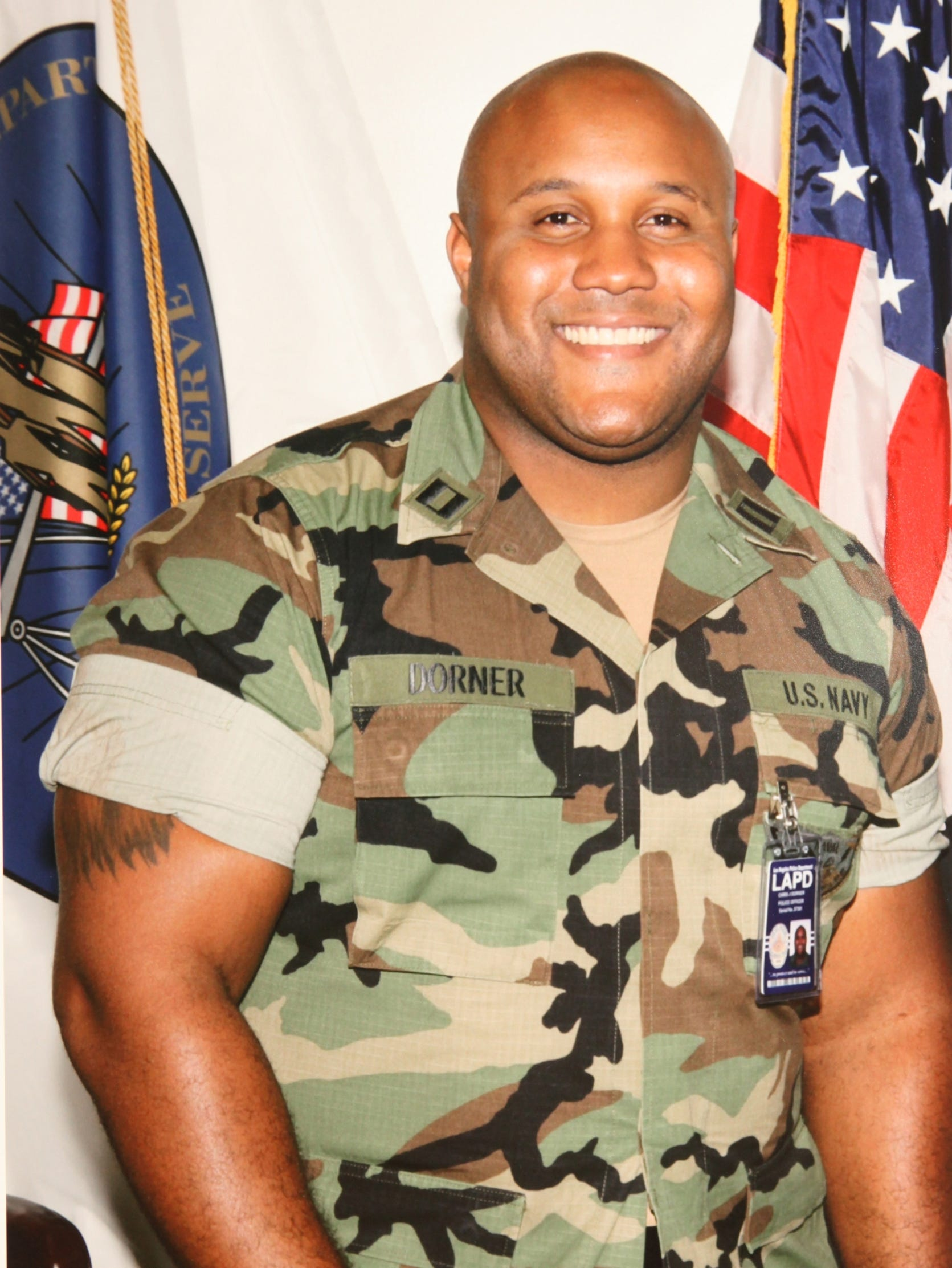
Christopher Dorner

Christopher Jordan Dorner (* 4. Juni 1979 in New York City; † 12. Februar 2013 in Angelus Oaks, bei Big Bear Lake) war ein US-amerikanischer Polizeibeamter des Los Angeles Police Department (LAPD) und früherer Soldat der United States Navy. Er ermordete 2013 drei Polizisten und die Tochter eines weiteren Polizeibeamten.

## Leben
Dorner wuchs im Los Angeles County auf. Er besuchte die John F. Kennedy High School in La Palma und die Cypress High School. Im Jahr 2001 machte er seinen Abschluss in Politikwissenschaften (mit Psychologie als Nebenfach) an der Southern Utah University.
Dorner diente in der US-Navy und erreichte dort den Dienstgrad eines Lieutenant. Er war Träger einiger Auszeichnungen (z. B. National Defense Service Medal und Iraq Campaign Medal), sowie den Schießauszeichnungen Navy Marksmanship Ribbon und Navy Pistol Shot Ribbon in der höchsten Stufe „Expert“.
Dorner wurde am 7. Februar 2005 vom LAPD eingestellt und am 4. September 2008 entlassen. Er hatte eine Kollegin beschuldigt, einen psychisch kranken Verdächtigen misshandelt zu haben. Der Vater des Opfers sowie das Opfer selbst bestätigten Dorners Aussage, dagegen befand ein Disziplinarausschuss, dass Dorner gelogen habe, und veranlasste seine fristlose Kündigung. In seinem auf Facebook veröffentlichten Manifest nennt er diesen Vorgang als Hauptgrund für die Morde und drohte mit einer „unkonventionellen und asymmetrischen Kriegsführung“ gegen das LAPD. Zudem prangerte er Rassismus und Korruption innerhalb des LAPD an.
Das Kopfgeld auf Dorner wurde zuletzt auf eine Million Dollar erhöht. Als Reaktion auf die Mordserie wurde bestätigt, dass man den Fall, der zu Dorners Entlassung führte, neu aufrollen werde.
Auf der Flucht kam Dorner in einer brennenden Waldhütte, die von der Polizei umstellt wurde, ums Leben. Zuvor war die Hütte von der Polizei beschossen worden; aus ihr heraus wurde bei der halbstündigen Schießerei offenbar ein Hilfssheriff erschossen. Die Leiche in der Hütte konnte nach zwei Tagen rechtsmedizinisch als die Dorners identifiziert werden.

## Ermittlungspannen der Polizei
Auf der Suche nach ihm sind der Polizei einige schwerwiegende Fehler unterlaufen. So kam es durch Schüsse der Polizei zu ernsthaften Verletzungen zweier Frauen, die Zeitungen austragen wollten, oder es wurde ohne Vorwarnung das Feuer auf einen Autofahrer eröffnet, der Dorner nicht nur unähnlich sieht, sondern auch das Fahrzeug eines anderen Fabrikates und mit anderer Lackierung fuhr.

## Streit um die Belohnung
Nachdem er sich selbst gerichtet hatte, erhoben verschiedene Personen und Personengruppen Anspruch auf die ausgesetzte Belohnung: ein von Dorner überwältigtes Ehepaar, mit dessen Fahrzeug er schließlich flüchtete, ein Mann, der ihn auf einer Tankstelle identifizierte, ein anderer, der Dorners brennendes Fahrzeug fand, und acht weitere Personen. Anfangs standen die Sponsoren der Belohnung auf dem Standpunkt, das Kopfgeld wegen des Suizids gar nicht auszuzahlen. Schließlich sprach das LAPD dem Ehepaar 800.000 US-Dollar zu und den Rest den beiden Männern. Diese Entscheidung wurde gerichtlich angefochten.